# EP u softbolu za žene Divizije "A" 1999.
11. EP u softbolu za žene Divizije "A" se održalo u Belgiji, u Antwerpenu/Anversu, od 19. do 30. srpnja 1999.

## Konačna ljestvica
| Mj. | Država     |
| --- | ---------- |
| 1.  | Italija    |
| 2.  | Češka      |
| 3.  | Rusija     |
| 4.  | Nizozemska |
| 5.  | Španjolska |
| 6.  | Belgija    |
| 7.  | Danska     |